# Pleix
Pleix – grupa francuskich artystów działających w Paryżu.
W skład Pleix wchodzą graficy oraz muzycy. Efektem ich pracy są surrealistyczne, postmodernistyczne obrazy filmowe. Grupa najbardziej znana jest z teledysków stworzonych dla takich artystów jak Vitalic, Basement Jaxx czy też Plaid.

## Dorobek
- 2001 - Beauty Kit - Bleip
- 2001 - No - Bleip
- 2002 - More - Bleip
- 2002 - Itsu - Plaid
- 2002 - Simone - Bleip
- 2002 - Clicks - Bleip
- 2003 - Pride's Paranoïa - Futureshock
- 2003 - E-Baby - Bleip
- 2003 - Sometimes - Kid606
- 2004 - Cish Cash - Basement Jaxx
- 2004 - Netlag - Bliss
- 2006 - Birds - Vitalic
- 2007 - Get Down - Groove Armada